# Vedran Matošević
Vedran Matošević (Travnik, 27 agosto 1990) è un ex giocatore di calcio a 5 croato.

## Carriera

### Club
Nato in Bosnia ed Erzegovina, inizia a giocare a calcio a 5 nel 2007 con la formazione zagabrese dell'Uspinjača, rimanendoci fino al 2012 quando si trasferisce in un'altra squadra della capitale, ovvero l'Alumnus. 
Nella sua seconda stagione di permanenza gli alunni allenati da Mićo Martić vincono il loro primo campionato, ottenendo la qualificazione alla successiva Coppa UEFA. Le buone prestazioni del giocatore sia in campionato che in Nazionale attirano le attenzioni dei grandi club europei, tra i quali la Luparense che il 2 agosto se ne assicura le prestazioni sportive; la mancata qualificazione alla fase élite di Coppa UEFA e l'obbligo di schierare in campionato almeno cinque giocatori formati in Italia, convincono la dirigenza dei lupi a sacrificare in autunno il difensore croato, che si accasa in Serie A2 al PesaroFano con cui vince immediatamente la Coppa Italia di categoria. Al termine della stagione 2022-23 ha annunciato il suo ritiro.

### Nazionale
Matošević ha esordito nella nazionale croata il 12 febbraio 2009 nell'amichevole giocata a Ekaterinburg contro l'Ungheria terminata 2-2. Con la Croazia ha prenso parte a quattro edizioni del campionato europeo. Nel luglio 2014 partecipa ai giochi universitari di Rotterdam trascinando l'Università di Zagabria in finale contro quella di Parigi e aggiudicandosi il riconoscimento di miglior giocatore del torneo.

## Palmarès
- Campionato croato: 2

Alumnus Zagabria: 2013-14
Nacional Zagabria: 2015-16
- Coppa Italia di Serie A2: 1

PesaroFano: 2014-15
- Campionato sloveno: 3

Dobovec: 2020-21, 2021-22, 2022-23
- Coppa di Slovenia: 4

Dobovec: 2019-20, 2020-21, 2021-22, 2022-23